# Ginnastica estetica di gruppo
La ginnastica estetica di gruppo è una disciplina della ginnastica in cui squadre composte da sei a dieci componenti eseguono con naturalezza, a corpo libero, una serie di movimenti armonici, ritmici, e dinamici, caratterizzati da grazia e bellezza. L'esecuzione elegante e corretta di tali movimenti richiede buona coordinazione, equilibrio, senso del ritmo, flessibilità, velocità, e forza per effettuare i salti e i sollevamenti. Nel combinare elementi di danza e ginnastica, con un sottofondo musicale, è simile alla ginnastica ritmica, ma contrariamente a quest'ultima non prevede l'utilizzo di alcun attrezzo, oltre al fatto che nella ritmica le squadre sono composte solamente da cinque ginnaste. 
La ginnastica estetica di gruppo è governata a livello internazionale dalla Federazione Internazionale di Ginnastica Estetica di Gruppo (IFAGG, International Federation of Aesthetic Group Gymnastics). In Italia è governata dalla FISAC (Federazione Italiana Sport Acrobatici e Coreografici).

## Storia
Sebbene sia stata praticata e promossa da Paesi come la Finlandia e l'Estonia da oltre un secolo, con le prime competizioni che si cominciarono a svolgere durante gli anni 1950, la ginnastica estetica di gruppo fu riconosciuta ufficialmente come sport agonistico a livello internazionale nel 1996. Il 12 ottobre 2003 fu fondata la IFAGG.

## Competizione
Le competizioni di ginnastica estetica di gruppo sono suddivise nella categoria junior, con ginnaste di età compresa tra 14 e i 16 anni, e nella categoria senior in cui rientrano le ginnaste con età minima di 16 anni. Ciascuna squadra è composta complessivamente, comprese le riserve, da un minimo di 6 ginnaste fino a un massimo di 12, con la possibilità di schierare in gara da 6 a 10 ginnaste. Ciascun esercizio deve avere una durata compresa fra i 2 minuti e 15 secondi e i 2 minuti e 45 secondi. Le atlete indossano un body o una tutina intera che devono essere identici per tutte le componenti di una stessa squadra.
Il punteggio viene determinato dall'esecuzione degli elementi richiesti e di difficoltà supplementari che consistono in una serie di due gruppi di movimenti diversi. Gli elementi richiesti sono suddivisi in: equilibri, salti e balzi, movimenti del corpo. Gli equilibri sono di due tipi: statici, eseguiti su una gamba, su un ginocchio o in posizione "cosacco", e dinamici (tourlent, infilata, pivot); inoltre, in ciascun esercizio, deve essere eseguita pure una serie di equilibri consistente in una serie di due differenti equilibri in successione. I salti e balzi (es. enjambé, jeté en tournant, cosacco, ecc.) devono essere eseguiti con controllo del corpo e l'atterraggio deve essere leggero e morbido; anche in questo caso deve essere presente, in ciascun esercizio, pure una serie di salti consistente in una combinazione di due diversi salti o balzi. Il terzo tipo di elementi richiesti è rappresentato dai movimenti del corpo, movimenti stilizzati e naturali di tutto il corpo dove il bacino è il centro principale del movimento. I movimenti del corpo fondamentali sono: onda del corpo, swing (oscillazione), piegamento, inclinazione e affondo, torsione, contrazione, e rilassamento. Le difficoltà supplementari consistono in una serie di due degli elementi diversi appena indicati, ad esempio un salto più un equilibrio oppure un equilibrio più un movimento del corpo.
La valutazione è affidata a un'apposita giuria articolata in tre differenti pannelli che assegnano ciascuno, rispettivamente, un punteggio parziale relativo al valore tecnico (massimo 6 punti), al valore artistico (massimo 4 punti), e all'esecuzione (massimo 10 punti). La somma di questi tre punteggi parziali determina il punteggio totale (massimo 20 punti). 

## Competizioni internazionali
I campionati mondiali di ginnastica estetica di gruppo, che si tengono annualmente, si sono svolti per la prima volta nel 2000 a Helsinki, in Finlandia. Vengono inoltre disputati pure i campionati continentali, quello europeo è stato inaugurato nel 2016, la Coppa del Mondo, e altre competizioni destinate alla categoria juniores e alle altre categorie di età inferiore.